# Mato Grosso
För andra betydelser, se Mato Grosso (olika betydelser).
Mato Grosso (portugisiskt uttal: [ˈmatu ˈɡɾosu]
 ( lyssna)) är en delstat som täcker ett område i centrala och västra Brasilien. Folkmängden uppgår till cirka 3,2 miljoner invånare. Den består i huvudsak av en skogklädd högplatå där jordbruk och boskapsskötsel bedrivs i stor omfattning. I Mato Grosso finns betydande fyndigheter av guld, silver och mangan. Delstatshuvudstad är Cuiabá. Staten har 1,66 procent av den brasilianska befolkningen och producerar 1,9 procent av landets BNP.

## Geografi
Slättlandet Pantanal ligger i delstaten. Transpantaneiravägen började byggas under 1970-talet och planerades att korsa Pantanal, men blev aldrig slutförd och är idag ett turistmål. Mato Grosso är i huvudsak en jordbruksdelstat med en ekonomi baserad på nötkreaturuppfödning. Nationalparken Chapada do Guimarães ligger i delstaten.
Bland övriga städer i delstaten finns bland annat Cáceres, Rondonópolis, Sinop, Tangará da Serra och Várzea Grande.

## Historia
Mato Grosso delades upp i två delstater 1 januari 1979 då Mato Grosso do Sul blev en egen delstat. Bororoindianerna bor i Mato Grosso.

## Ekonomi

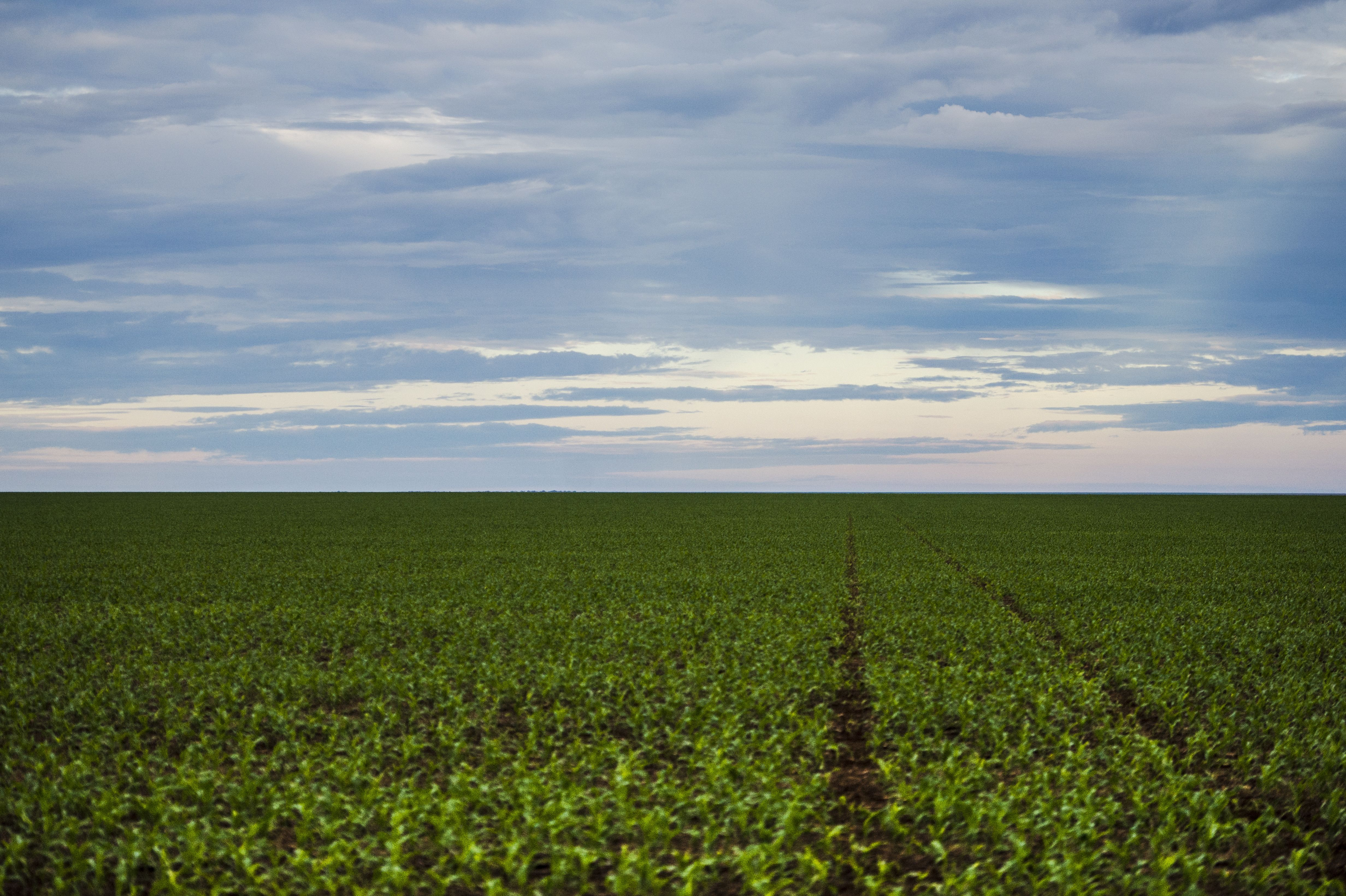
Sojaplantage i Mato Grosso.

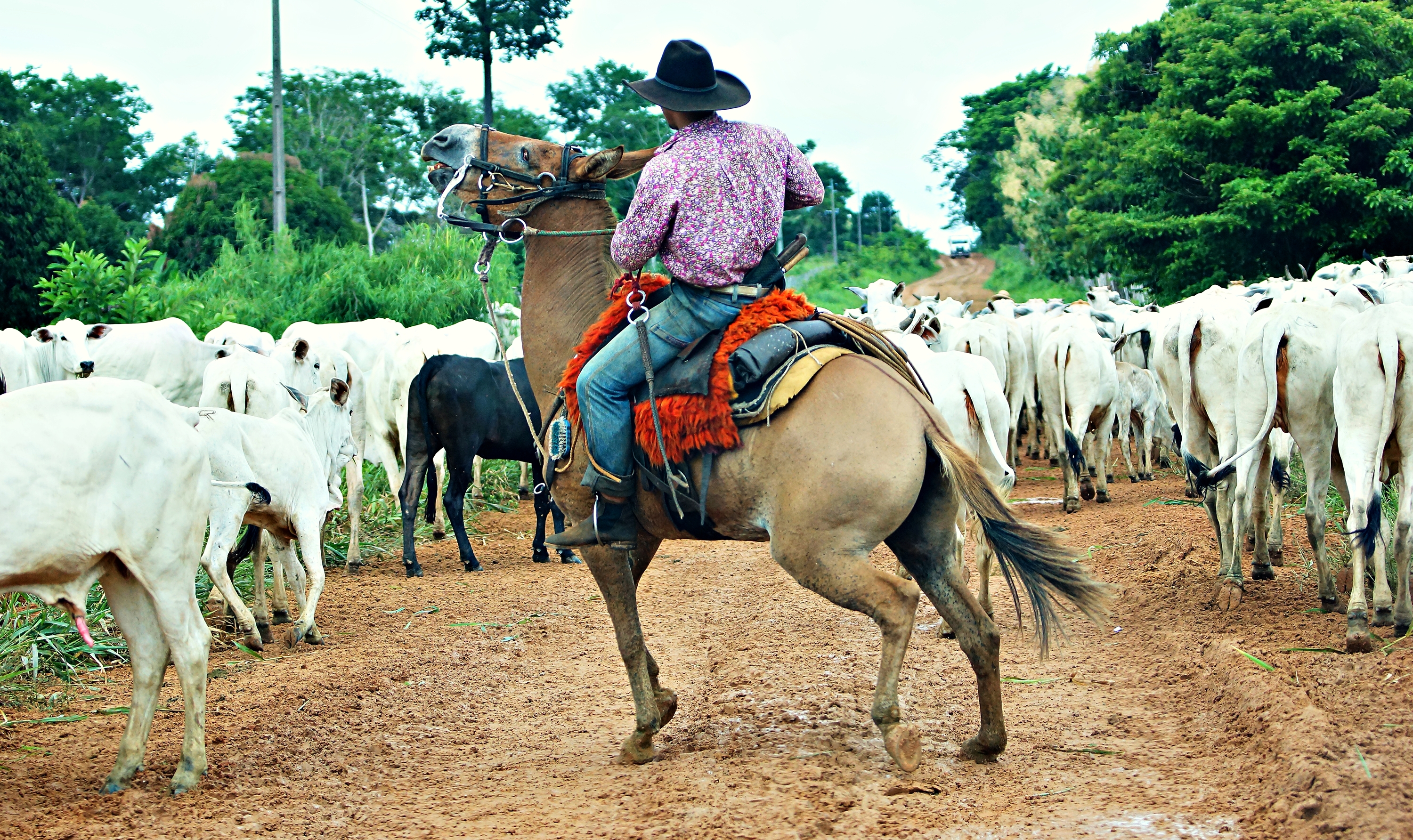
Nötkreatur i Mato Grosso.

Jordbruk är den största komponenten i statens  BNP på 40,8 procent, följt av tjänstesektorn på 40,2 procent. Industrisektorn representerar 19 procent av BNP (2004). Mato Grossos största export inkluderar sojabönor s (83 procent), trä (5,6 procent), kött s (4,8 procent) och bomull (3,3 procent) (2002).
Statens andel av den brasilianska ekonomin är 1,8 procent (2014).
2020 var Mato Grosso ledande inom den nationella spannmålsproduktionen med 28,0 procent. Det är den största producenten av sojaböna i Brasilien, med 26,9 procent av den totala producerade 2020 (33,0 miljoner ton); den största producenten av majs i landet; den största tillverkaren av bomull i Brasilien, med cirka 65 procent av den nationella produktionen (1,8 av de 2,8 miljoner ton som skördats i landet); den sjätte största producenten av sockerrör i landet, 16 miljoner ton skördas under skörden 2019/20; och den 3:e största producenten av böna, med 10,5% av den brasilianska produktionen. I solros var staten den största nationella producenten 2019 med 60 tusen ton. I maniok -produktionen producerade Brasilien totalt 17,6 miljoner ton under 2018. Mato Grosso producerade 287 tusen ton vid detta år.
År 2019 nådde nötkreatursbesättningen från Mato Grosso märket av trettio miljoner nötkreatur, den största boskapen i landet, vilket representerar nästan 14 procent av den nationella produktionen ensam. År 2018 var Mato Grosso den femte största fläskproducenten i landet, med en besättning på cirka 2,5 miljoner djur.
2017 hade Mato Grosso 1,15 procent av det nationella mineraldeltagandet (femte plats i landet). Mato Grosso producerade guld (8,3 ton till ett värde av R $ 1 miljard) och tenn (536 ton till ett värde av R $ 16 miljoner).  Dessutom är staten i ädelstenar den andra största nationella producenten av diamant efter att ha utvunnit 49 tusen karat under 2017. Staden Juína är den viktigaste i denna verksamhet i staten. Staten har också en liten produktion av safir och jaspis.
Mato Grosso hade en industriell BNP på 17,0 miljarder dollar 2017, vilket motsvarar 1,4 procent av den nationella industrin. Det har 141121 anställda i branschen. De viktigaste industrisektorerna är: Bygg (32,0 procent), Livsmedel (27,9 procent), Industriella tjänster för allmänt bruk, såsom el och vatten (18,6 procent), drycker (4,5 procent) och oljeprodukter olja och biobränslen (3,9 procent). Dessa fem sektorer koncentrerar 86,9 procent av statens industri.